# Énergie cumulative des cyclones tropicaux
Pour les articles homonymes, voir ACE.
L’énergie cumulative des cyclones tropicaux (en anglais Accumulated cyclone energy ou ACE) est la quantité d'énergie globale d'un ou de plusieurs cyclones estimée à partir de la vitesse maximale des vents pour chaque période de six heures. Selon sa définition, elle n'est calculée qu'à partir du moment où le système atteint le niveau de tempête tropicale et ne tient donc pas compte des dépressions tropicales plus faibles et souvent de courte durée de vie.
Cette quantité est un index de mesure utilisé par le  National Oceanic and Atmospheric Administration (NOAA) des États-Unis pour quantifier l’énergie des cyclones tropicaux comme les ouragans et les typhons. L’indice total d'un cyclone ou de tous les systèmes tropicaux d'une saison dans un bassin océanique peut ainsi être évalué et comparé à d'autres cyclones ou saisons.

## Principe du calcul de l'indice ACE

### Calcul de l'indice ACE conformément à sa définition
L’énergie cinétique d'une masse est {\displaystyle E_{c}={\frac {1}{2}}\,m\,v^{2}}, comme il est impossible de mesurer directement la masse dans un système dépressionnaire et de connaître la vitesse en tout point de ce dernier, il n'est possible d'estimer l'ordre de grandeur de cette énergie pour un cyclone qu'à l'aide de l'indice ACE qui utilise la vitesse au carré des vents maximaux du système comme seul paramètre et se limite aux systèmes ayant atteint le stade de tempête tropicale (vent de 35 nœuds (65 km/h) ou plus).
Comme les vents varient dans le temps avec l'intensité du cyclone, l’ACE est donc la somme du calcul à chaque période de 6 heures :
{\displaystyle {\text{ACE}}=\sum v_{\max }^{2}}, le résultat donne généralement des chiffres assez longs dont l'unité du résultat est exprimée en nœuds carrés.
Exemple, pour un simple épisode de 6 heures et une vitesse maxi du vent de 50 nœuds, le résultat est de 2 500 nœuds2.

### Calcul de l'indice ACE pour ses utilisations pratiques
Pour des commodités d'écriture, cette formule fait intervenir un coefficient multiplicateur de 10−4 afin d'obtenir un chiffre court, plus facile à utiliser.
{\displaystyle {\text{ACE}}(usuel)=10^{-4}\sum v_{\max }^{2}}, l'unité du résultat est dans cette configuration de 104 nœuds2.
Exemple, pour le même épisode que celui cité ci-dessus, le résultat est de 0,25 nœud2.

### Indice équivalent
Il existe également un sous-indice appelé potentiel destructif des ouragans (en anglais hurricane destruction potential ou HDP) qui est calculé comme l'ACE mais seulement lorsque le système tropical se trouve au niveau d'ouragan dans l'échelle de Saffir-Simpson (vent de 64 nœuds (119 km/h) ou plus).

## Usages

### Pour une période ou une saison

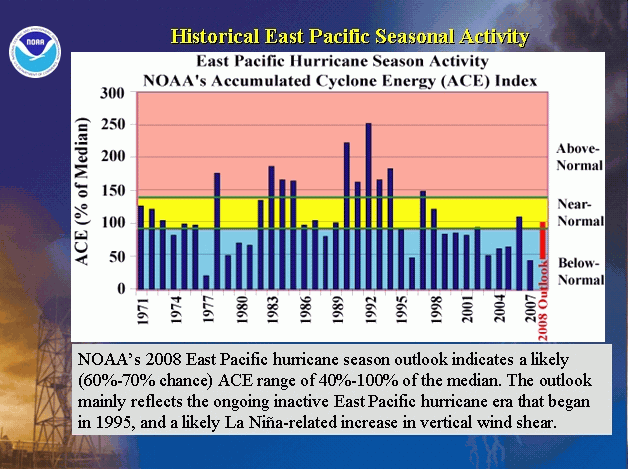
Graphique pour le Pacifique Est de 1971 à 2007

L'indice ACE est utilisé pour quantifier l'activité cyclonique d'une saison. Par exemple, durant la période de 1951 à 2000 le bassin atlantique a connu une valeur médiane de 87,5 et une moyenne arithmétique de 93,2.
La NOAA détermine ainsi pour la période 1951/2000 si une saison en particulier est :
- Normale, si la valeur de l'indice est comprise entre 75 % et 117 % de la valeur médiane (87,5);
- Au-dessus de la normale, si l'indice est supérieur à 103;
- Au-dessous de la normale, si l'indice est inférieur à 66.

L'énergie cumulative pour les cyclones tropicaux dans les bassins centraux et nord-est du Pacifique n'est calculée qu'à partir de la saison 1971. Les données des saisons antérieures ne sont pas assez complètes pour être utilisées. La saison la plus active depuis ce temps est celle de 1992 et la moins active est celle de 1977. La médiane est de 115 (100 à l'est de 140°W et 13 dans le centre. La moyenne est de 130 (112 + 18). Comme pour l'Atlantique, les saisons sont comparées par rapport à la médiane.
L'énergie cumulative pour une saison peut être calculée en additionnant les ACE de chacun des cyclones de la saison. Si une tempête se développe à la fin de l'année civile et se termine l'année suivante dans l'Atlantique nord ou le Pacifique, son énergie cumulative s'ajoute à celle de l'année de développement.

### Pour un cyclone particulier
De la même façon, il est possible de comparer les tempêtes entre elles grâce à l'indice ACE. Cet indice tenant compte de tout le cycle de vie d'un cyclone tropical est plus représentatif que l'intensité maximale qui peut n'avoir duré qu'une faible période. Dans l'Atlantique nord, l'indice le plus élevé historiquement est de 73,6 pour l'ouragan San Ciriaco en 1899. Cette valeur est plus élevée que certaines saisons entières. D'autres tempête notables furent l’ouragan Ivan en 2004 (70,4), l'ouragan Irma en 2017 (67,5) et l’ouragan Isabel en 2003 (63,28).